# Уругвай на літніх Олімпійських іграх 1928
Уругвай брав участь у Літніх Олімпійських іграх 1928 року у Амстердамі (Голландія) удруге за свою історію, і завоював одну золоту медаль.
Збірна з футболу удруге поспіль виграла золото Олімпійських ігор. Цього разу в фіналі їм протистояли найпринциповіші суперники — вперше брала участь в Олімпіаді аргентинська команда. Для визначення чемпіона потрібно було провести два фінальні матчі. У результаті Уругвай знову став найкращою командою світу.
Багато хто з олімпійських героїв 1924 і 1928 років згодом стануть першими чемпіонами світу 1930 року. ФІФА визнає Олімпійські ігри 1924 і 1928 років прототипами своїх чемпіонатів світу, називаючи їх «Аматорськими чемпіонатами світу ФІФА». З 1970-х років ФІФА офіційно дозволила Асоціації футболу Уругваю використовувати над своєю емблемою не 2 (число перемог збірної у Кубках Світу), а 4 зірки, прирівнявши, тим самим, перемоги в Олімпіадах 1924 і 1928 років до перемог на чемпіонатах світу.

## Золото
- Футбол, чоловіки.